# Bryon Russell
Bryon Demetrise Russell (ur. 31 grudnia 1970 w San Bernardino) – amerykański koszykarz występujący na pozycji skrzydłowego.

## Osiągnięcia
NCAA
- Uczestnik turnieju NCAA (1993)
- Zaliczony od II składu konferencji Big West (1992)
- Uczelnia zastrzegła należący do niego numer 32

NBA
- 3-krotny wicemistrz NBA (1997, 1998, 2004)[1]
- Uczestnik:
  - Rookie Challenge (1994)[2]
  - konkursu rzutów za 3 punkty organizowanego podczas NBA All-Star Weekend (2001)[3]

Inne
- Mistrz IBL (2009)